# Кельтська музика

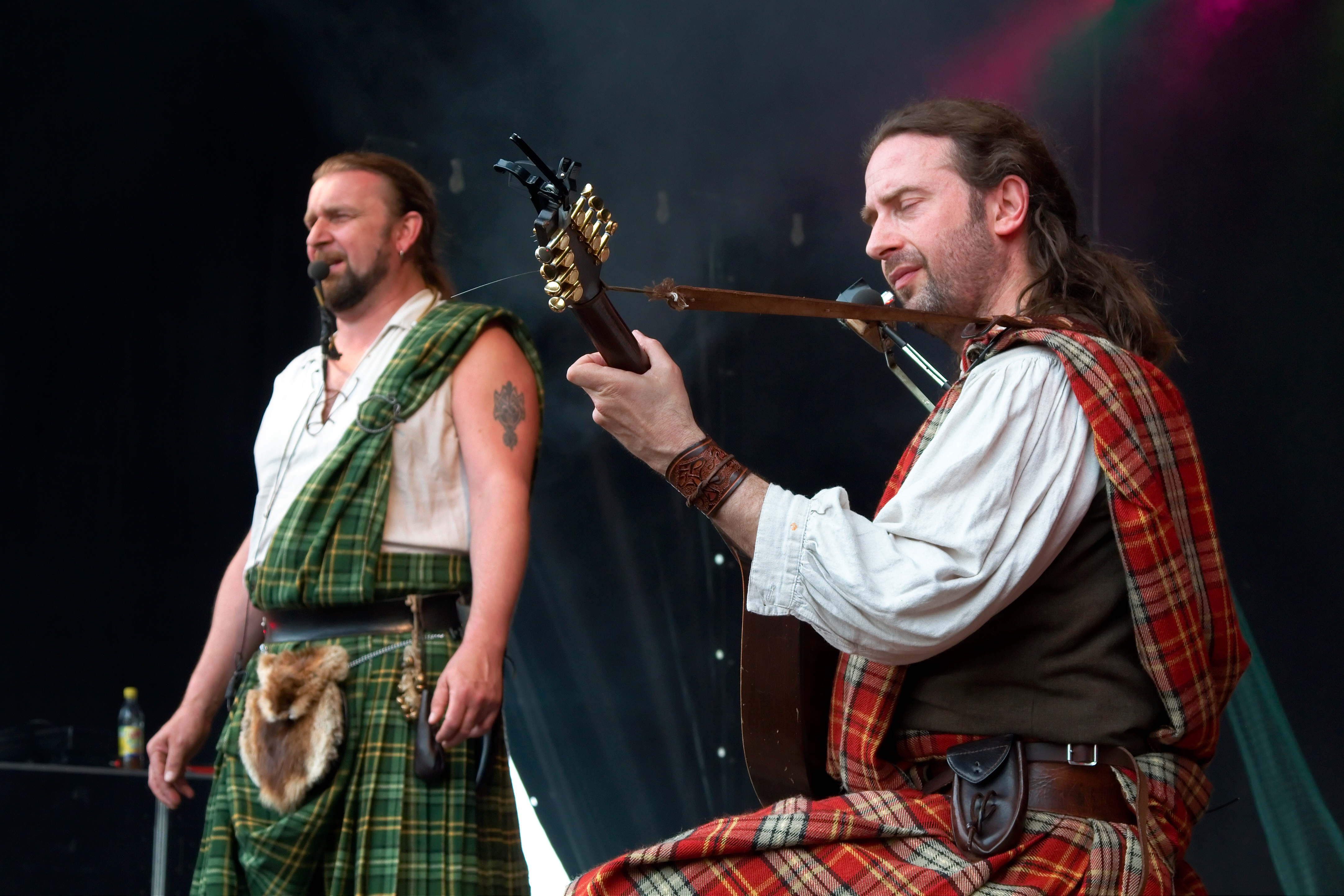

Ке́льтська музика — термін, який вживають для позначення сукупності музичних традицій народів, що є нащадками кельтів. Сучасні нащадки кельтів проживають на території Ірландії, Шотландії, Мена, Корнуола, Бретані, Уельсу, Галісії, Астурії та Кантабрії.

## Описання і визначення
Кельтська музика має дві основні особливості. По перше, це музика народів, які ідентифікують себе Кельтами. По-друге, до неї відноситься музика, яка має ті особливості, що є унікальними для музики Кельтських народів. Багато відомих кельтських музикантів, таких як Alan Stivell і Paddy Moloney стверджують, що різна кельтська музика має багато спільного. Наступні музичні практики широко використовують у кельтській музиці:
- Спільним для мелодійних рядків багатьох кельтських пісень є переміщення вгору і вниз основними акордами. Для того існує декілька причин:
  - Легко створювати методичні варіації, які часто використовують у кельтській музиці, особливо при грі на дудці або арфі.
  - Легше передбачити шлях, яким розвиватиметься мелодія, так що це забезпечити гармонію при композиції або імпровізації: легко формуються шаблонні каденції, які є важливі для гармонічної імпровізації.
  - Відносно ширші музичні інтервали в деяких піснях дають можливість робити акценти поетичних рядків, так щоб вони більше відповідали локальному кельтському акценту.